# Arto Sebastian
Arto Sebastian Buhmann (* 1983 in Bühl) ist ein deutscher Filmregisseur, Filmproduzent und Drehbuchautor.

## Karriere
Arto Sebastina wurde in Bühl geboren und begann seine Filmkarriere 2009 mit dem Kurzfilm Fliegen. Darauf folgten weitere Kurzfilme, bei denen er meist Regie, Produktion oder Drehbuch übernahm. Zusammen mit Jasper Mielke und Karoline Henkel gründete er 2016 das Produktionsunternehmen „Wood Water Films“. Ihre erste Produktion war Schneeblind, in dem es um den einen blinden Jungen im Hungerwinter 1946/47 im Schwarzwald geht. 2021 produzierte er den Film Bürgermeister, Schäfer, Witwe, Drache, der beim Filmfestival Max Ophüls mehrfach ausgezeichnet wurde. Darauf folgte 2023 Alaska und 2024 Jenseits der blauen Grenze. Mit dem Dokumentarfilm Soldaten des Lichts ist er beim DOK.fest München 2025 für den VFF Dokumentarfilm-Produktionspreis nominiert.

## Filmografie
- 2009: Fliegen (Kurzfilm, Produktion)
- 2011: Halbmond: abnehmend (Kurzfilm, Regie, Buch)
- 2011: Die alte Frau (Kurzfilm, Produktion)
- 2013: Harry’s Truckstop (Kurzfilm, Regie, Buch)
- 2014: Stavanger (Kurzfilm, Regie, Buch)
- 2017: Schneeblind (Regie, Buch)
- 2019: Sag du es mir (Produktion)
- 2021: Bürgermeister, Schäfer, Witwe, Drache (Produktion)
- 2023: Alaska (Produktion)
- 2023: Rohbau (Produktion)
- 2024: Jenseits der blauen Grenze (Produktion)

## Auszeichnungen
- 2013: Besondere Juryauszeichnung beim Filmfest Dresden für Harry’s Truckstop
- 2025: DOK.fest-Nominierung für den VFF Dokumentarfilm-Produktionspreis für Das fast normale Leben